# Josef Werner Lusser
Josef Werner Lusser (* 12. August 1861 in Altdorf; † 29. März 1941 ebenda, heimatberechtigt in Altdorf) war ein Schweizer Politiker (FDP).

## Biografie
Lusser besuchte die Kantonsschule in Altdorf und absolvierte Sprachstudien in Belfort und Roveredo.
Im Jahre 1882 wurde er zum Landschreiber gewählt und war von 1908 bis 1916 Kanzleidirektor. 1916 wurde er in den Regierungsrat des Kantons Uri gewählt und sass dort zuerst dem Militär- und Sanitätsdepartement und ab 1920 dem Polizei- und Sanitätsdepartement vor. Zwischen 1920 und 1936 amtete er abwechslungsweise als Landesstatthalter und als Landammann. Im Jahre 1925 wurde er von der Urner Bevölkerung in den Nationalrat gewählt und politisierte dort bis 1931.
Obwohl seine Familie konservativ war und er auch so erzogen wurde, exponierte er sich als Mitbegründer der fortschrittlich-demokratischen Partei in Uri. Er wehrte sich 1928 ohne Erfolg gegen die Abschaffung der Urner Landsgemeinde. Auf nationaler Ebene setzte er sich im Nationalrat für eine bessere Finanzlage der Alpenkantone ein.
Josef Werner Lusser besass zudem diverse Verwaltungsratsmandate. So bei den Schweizerischen Bundesbahnen, der Schöllenenbahn und als Verwaltungsratspräsident beim Kantonsspital Uri. Ferner war er Mitbegründer der Feldmusik und des Altdorfer Turnvereins.